# Jean-Luc Grand-Pierre
Jean-Luc Grand-Pierre (* 2. Februar 1977 in Montréal, Québec) ist ein ehemaliger kanadischer Eishockeyspieler, der im Verlauf seiner aktiven Karriere zwischen 1993 und 2013 unter anderem 273 Spiele für die Buffalo Sabres, Columbus Blue Jackets, Atlanta Thrashers und Washington Capitals in der National Hockey League (NHL) auf der Position des Verteidigers bestritten hat. Darüber hinaus absolvierte Grand-Pierre weitere 145 Partien für die Füchse Duisburg und DEG Metro Stars in der Deutschen Eishockey Liga (DEL). Sein Cousin Georges Laraque war ebenfalls professioneller Eishockeyspieler.

## Karriere

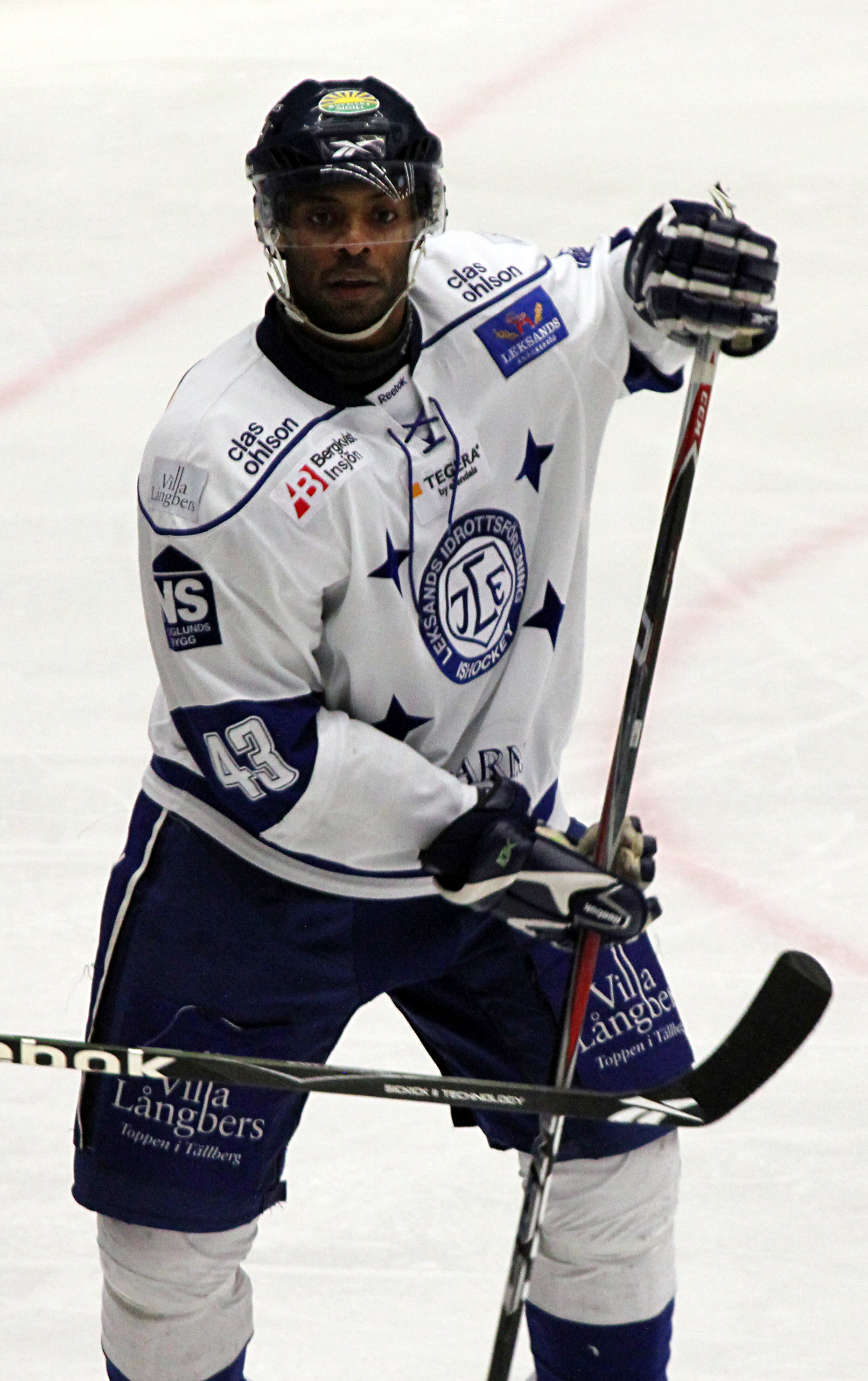
Grand-Pierre im Trikot des Leksands IF (2011)

Grand-Pierre begann mit dem Eishockeyspielen in seiner Geburtsstadt Montréal und wurde bereits mit 16 Jahren in der Ligue de hockey junior majeur du Québec (LHJMQ), einer der drei höchsten Nachwuchsligen in Kanada, bei den Harfangs de Beauport eingesetzt. Bis 1997 spielte der Rechtsschütze dann bei den Foreurs de Val-d’Or und überzeugte als Defensivverteidiger mit gutem Stellungsspiel. Beim NHL Entry Draft 1995 wurde der Kanadier an 179. Stelle von den St. Louis Blues aus der National Hockey League (NHL) ausgewählt.
Nachdem er ein Jahr in der American Hockey League (AHL) für das Farmteam Rochester Americans gespielt hatte, holten ihn die Buffalo Sabres in die NHL. Allerdings wurde der Rechtsschütze zwischen 1998 und 2000 häufig zurück in die AHL geschickt und erhielt nur wenige Einsätze in der NHL. Zur Saison 2000/01 wurde Grand-Pierre zu den Columbus Blue Jackets transferiert, bei denen er sich zum Stammspieler entwickelte und bis 2003 einen Großteil der Spiele absolvierte. Kurz nach Saisonbeginn 2003/04 wechselte der Kanadier zu den Atlanta Thrashers, wurde aber nach nur wenigen Spielen zu den Washington Capitals abgegeben, wo er die Saison beendete. Die Lockout-Spielzeit 2004/05 brachte ihm erstmals ein Engagement in Europa bei IF Troja-Ljungby in Schweden. In der Saison 2005/06 verteidigte er für den DEL-Aufsteiger Füchse Duisburg, von denen er schließlich im Sommer 2006 zum Ligakonkurrenten DEG Metro Stars verpflichtet. Dort erhielt er zunächst einen Einjahresvertrag und kehrte dann nach Nordamerika zurück. Dort war er im Spieljahr 2007/08 für die Lowell Devils in der AHL aktiv.
Im August 2008 sicherten sich die Füchse Duisburg erneut die Dienste des kanadischen Abwehrspielers, der in der Ruhrmetropole einen Zweijahresvertrag unterschrieb. Nach der Insolvenz der Füchse im Jahr 2009 wechselte Grand-Pierre zum Leksands IF, der ihn im Herbst 2009 für zehn Spiele an Stjernen Hockey aus der norwegischen GET-ligaen auslieh. Es folgte die Station bei den Malmö Redhawks in der schwedischen Allsvenskan sowie ein Engagement bei TPS Turku in der finnischen SM-liiga. In der Saison 2012/13 absolvierte Grand-Pierre – erneut für die Füchse Duisburg – sieben Partien in der drittklassigen Eishockey-Oberliga. Danach wechselte er für elf Partien zum Karlskrona HK in die Allsvenskan, ehe er im Alter von 36 Jahren seinen Rücktritt vom aktiven Sport bekannt gab.

## Erfolge und Auszeichnungen
- 1999 Teilnahme am AHL All-Star Classic
- 2007 Teilnahme am DEL All-Star Game
- 2009 Teilnahme am DEL All-Star Game

## Karrierestatistik
(Legende zur Spielerstatistik: Sp oder GP = absolvierte Spiele; T oder G = erzielte Tore; V oder A = erzielte Assists; Pkt oder Pts = erzielte Scorerpunkte; SM oder PIM = erhaltene Strafminuten; +/− = Plus/Minus-Bilanz; PP = erzielte Überzahltore; SH = erzielte Unterzahltore; GW = erzielte Siegtore; 1 Play-downs/Relegation; Kursiv: Statistik nicht vollständig)